# Seznam biskupů v Nancy
Seznam biskupů v Nancy zahrnuje všechny představitele diecéze v Nancy, která vznikla v roce 1777.
- 1777–1783: Louis-Apollinaire de la Tour du Pin-Montauban
- 1783–1787: François de Fontanges
- 1787–1790: Anne Louis Henri de La Fare
- 1802–1810: Antoine Eustache d'Osmond
- 1810–1814: Benoît Costaz
- 1814–1823: Antoine Eustache d'Osmond
- 1823–1844: Charles-Auguste-Marie-Joseph de Forbin-Janson
- 1844–1859: Alexis-Basile-Alexandre Menjaud
- 1859–1863: Georges Darboy
- 1863–1867: Charles-Martial d'Allemand-Lavigerie
- 1867–1882: Joseph-Alfred Foulon
- 1882–1918: Charles-François Turinaz
- 1918–1919: Charles-Joseph-Eugène Ruch
- 1919–1930: Hippolyte-Marie de La Celle
- 1930–1934: Etienne-Joseph Hurault
- 1934–1949: Marcel Fleury
- 1949–1956: Marc-Armand Lallier
- 1957–1971: Emile-Charles-Raymond Pirolley
- 1972–1991: Jean Albert Marie Auguste Bernard
- 1991–1998: Jean-Paul Maurice Jaeger
- od 1999: Jean-Louis Henri Maurice Papin